# Omø
Omø oder Omö ist eine dänische Insel zwischen Smålandsfarvandet (deutsch Smålandsfahrwasser) und dem Großen Belt vor Seeland. Die Insel bildet eine eigene Kirchspielsgemeinde (dän.: Sogn) Omø Sogn in der Slagelse Kommune und gehörte bis 1970 zu der Harde Vester Flakkebjerg Herred im damaligen Sorø Amt. Mit der Auflösung der Hardenstrukturen 1970 wurde sie an die Skælskør Kommune im damaligen Vestsjællands Amt angeschlossen. Seit der Kommunalreform zum 1. Januar 2007 gehört sie zur Slagelse Kommune in der Region Sjælland.
Die Insel wird in den Sommermonaten von vielen Touristen besucht. Besonders der Yachthafen ist ein beliebtes Reiseziel. Eine Fährverbindung gibt es nach Stignæs über die Nachbarinsel Agersø.
Die Insel hat bei einer Fläche von 452 ha 159 Einwohner (1. Januar 2023). Omø gehört zum Verband dänischer Kleininseln.
Auf Omø liegt der etwa 3,0 m lange, 2,0 m breite und 1,2 m hohe Findling Glidesten.